# 32034 Sophiakorner
32034 Sophiakorner este un asteroid din centura principală de asteroizi.

## Descriere
32034 Sophiakorner este un asteroid din centura principală de asteroizi. A fost descoperit pe 5 mai 2000 la Socorro, New Mexico, în cadrul proiectului LINEAR. Asteroidul prezintă o orbită caracterizată de o semiaxă mare de 2,32 ua, o excentricitate de 0,14 și o înclinație de 5,1° în raport cu ecliptica.